# مسجد أغا (أبركوه)
مسجد أغا (بالفارسية: مسجد آقا) هو مسجد تاريخي يعود إلى عصر القاجاريون، ويقع في أبركوه.